# Thaumatomyrmex cochlearis
Thaumatomyrmex cochlearis is een mierensoort uit de onderfamilie van de Ponerinae. De wetenschappelijke naam van de soort is voor het eerst geldig gepubliceerd in 1928 door Creighton.